# Famille Treton de Vaujuas-Langan
La famille Treton de Vaujuas-Langan, autrefois Treton, puis Treton de Vaujuas, est une famille subsistante de la noblesse française, originaire de Maine. Anoblie par charge de secrétaire du roi en 1701, elle a filiation suivie à partir du XVIIe siècle.
Elle a donné François René Charles Treton de Vaujuas (1761-1788), officier de marine mort lors de l'expédition de La Pérouse; Marie Louis Treton de Vaujuas-Langan (1806-1864) et Henri Treton de Vaujuas-Langan (1830-1907), conseillers généraux et députés de la Mayenne.

## Histoire
La famille Treton, originaire du Maine, a une filiation établie depuis Jacques Treton, sieur du Fiégirard, maître des grosses forges de Chaillant, frère de Pierre Treton, sieur de Baladé, maître des forges du Port-Brillet. Il testa en 1699 et avait épousé le 22 avril 1635 Marie Farcy, dont : Jacques Treton, sieur du Fiegérard, avocat en parlement, reçu conseiller secrétaire du roi le 17 juillet 1701, marié le 6 juin 1676, à Françoise Garnier, dont Jacques et Gabriel.
Henri Jougla de Morenas dans le Grand Armorial de France (1939) indique que la famille Treton est originaire du Maine et en donne une filiation à partir de Jacques Treton, sieur de Frégérard, marié en 1635 à Marie Farcy de Paisnel, et qui fut le père de Jacques, écuyer, conseiller-secrétaire du roi en 1701, marié en 1676 à Françoise Garnier.
L'historien Abbé Angot indique que Jacques II Treton, écuyer devient en 1721 sieur de Fief-Gérard ou Fiégérard, fief en Jublains.

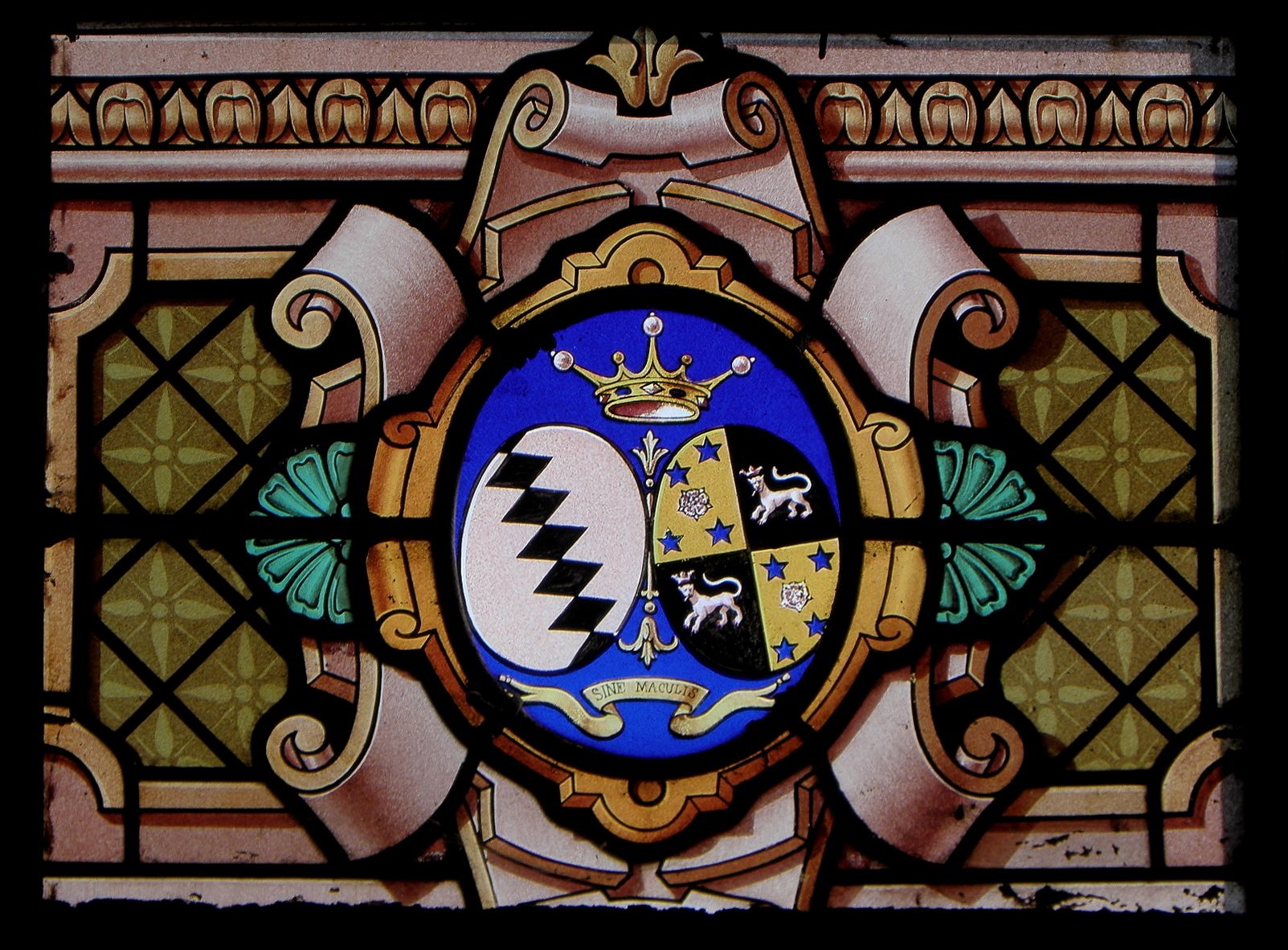
Armes d'alliance des familles Le Bouteiller et Tréton de Vaujuas de Langan à l'église Saint-Martin de Fleurigné

Par ordonnance du 31 mars 1843, Marie Louis-François Treton de Vaujuas (1806-1864) et Marie-Camille-Joseph Treton de Vaujuas sont autorisés à ajouter à leur nom patronymique celui de de Langan, qui est le nom de leur mère, et à s'appeler à l'avenir Treton de Vaujuas de Langan,,.
La famille Treton de Vaujuas-Langan est anoblie par charge de secrétaire du roi en 1701. Elle est membre de l'Association de la noblesse française depuis 1979.

## Armes
Les armes de la famille se blasonnent ainsi : Écartelé. Aux 1 et IV, d’or à la rose de gueules cantonnée de 4 étoiles d'azur; aux II et III, de sable au léopard d'argent armé, lampassé et couronné de gueules.

## Filiation
En 1531 est mentionné à Mayenne Jacques Treton, marié à la veuve de Jean de Paris.
Albert Révérend dans l'Annuaire de la noblesse de France et Henri Jougla de Morenas dans le Grand Armorial de France donnent la filiation suivante de la famille, :
- Jacques Treton sieur de Fiégirard, teste en 1699, avocat au parlement, maître des forges d'Hermet (1634), des forges de Chailland (1684), procureur au grenier à sel de Mayenne (1677), échevin (1683), marié en 1635 à Marie Farcy de Paisnel.
  - Jacques Treton de Fiégérard, fils du précédent, avocat en parlement, conseiller-secrétaire du roi en 1701, marié le 26 juin 1676 à Françoise Garnier, dont Jacques, qui suit, et Gabriel.
    - Jacques Treton, seigneur du Fiegérard, lieutenant des maréchaux de France, maintenu dans sa noblesse comme issu de secrétaire du roi, 30 octobre 1715, marié, 24 juillet 1702 à Marie-Anne Treton de Baladé, sa cousine. Il acquit le manoir de Vaujuas et le château de Loré.
      - François Treton, seigneur du Fiegérard, lieutenant des maréchaux de France, chevalier de Saint-Louis, marié, 10 septembre 1750 à Marguerite-Élisabeth Le Frère des Maisons[8], dont : 1) Jacques-François-René, qui suit; 2) François René Charles Treton de Vaujuas, lieutenant de vaisseau, chevalier de Saint-Louis, qui périt lors de l'expédition de La Pérouse; 3) Jérôme-François, capitaine, né 27 novembre 1757, mort lors du débarquement des émigrés à Quiberon en 1795; 4) Marguerite-Élisabeth-Françoise, sans alliance.
        - Jacques-François-René Treton, seigneur de Fiegérard et Vaujuas, major d'infanterie, chevalier de Saint-Louis, marié à Charlotte-Émilie de Langan, fille du marquis de Boisfévrier, dont deux fils autorisés, par ordonnance royale du 31 mars 1843, à ajouter à leur nom celui de Langan : Marie Louis-François et Marie-Camille-Joseph.
          - Marie Louis Treton de Vaujuas-Langan (1806-1864), député et conseiller général de La Mayenne dit le marquis de Vaujuas-Langan, marié en 1829 à Aimée de Bailly de Fresnay, fut le père d’Henri de Vaujuas-Langan (1830-1907), homme politique, allié en 1861 à Stylite Sioc’han de Kersabiec qui continua; de Joseph-Jean, marié en 1867 à Alix-Marie-Victoire du Plessis d’Argentré, sans postérité ; et de Charles qui épouse en 1867 Emilie Tréton de Vaujuas-Langan, sa cousine et continua.
          - Camille Treton de Vaujuas-Langan, 2e fils de Jacques-René, dit le comte de Vaujuas-Langan, épouse en 1834 Sophie Aubin de La Messuzière dont il eut Gaston, marié en 1866 à Julie-Marie-Charlotte de Farcy de Beaumont, mort sans postérité en 1913. et Léon, marié à Caroline Huchet de Cintré, mort sans postérité en 1916.